# Kościół św. Jadwigi w Nieszawie
Późnogotycki kościół pod wezwaniem świętej Jadwigi w Nieszawie – polski rzymskokatolicki kościół parafialny, znajdujący się przy ulicy Noakowskiego 13 w miejscowości Nieszawa, położonej w województwie kujawsko-pomorskim, powiecie aleksandrowskim, w połowie drogi między Włocławkiem a Toruniem.

## Historia
Pierwotna wzmianka o kościele pochodzi z około 1428 roku. Obecny kościół wzniesiono w latach 1460–1468. W 1592 roku dobudowano wieżę, a w XVI wieku kaplicę przy prezbiterium. Kościół był kilkakrotnie odnawiany, m.in. na przełomie XVI i XVII w. zasklepiono kaplicę przy prezbiterium. Do nawy przybudowano kolejne kaplice: w 1637 roku od północy pw. św. Jana Chrzciciela, a w 1705 roku od południa pw. Najświętszej Marii Panny. Po 1721 roku odnowiono wieżę kościelną, której fundatorem był kasztelan brzeskokujawski. Gruntowny remont kościoła miał miejsce w latach 1951–1955 i objął m.in. zniesienie pozornego sklepienia nawy z XVII wieku oraz wiązania dachowego i założenie stropu żelbetowo-pustakowego.

## Architektura kościoła

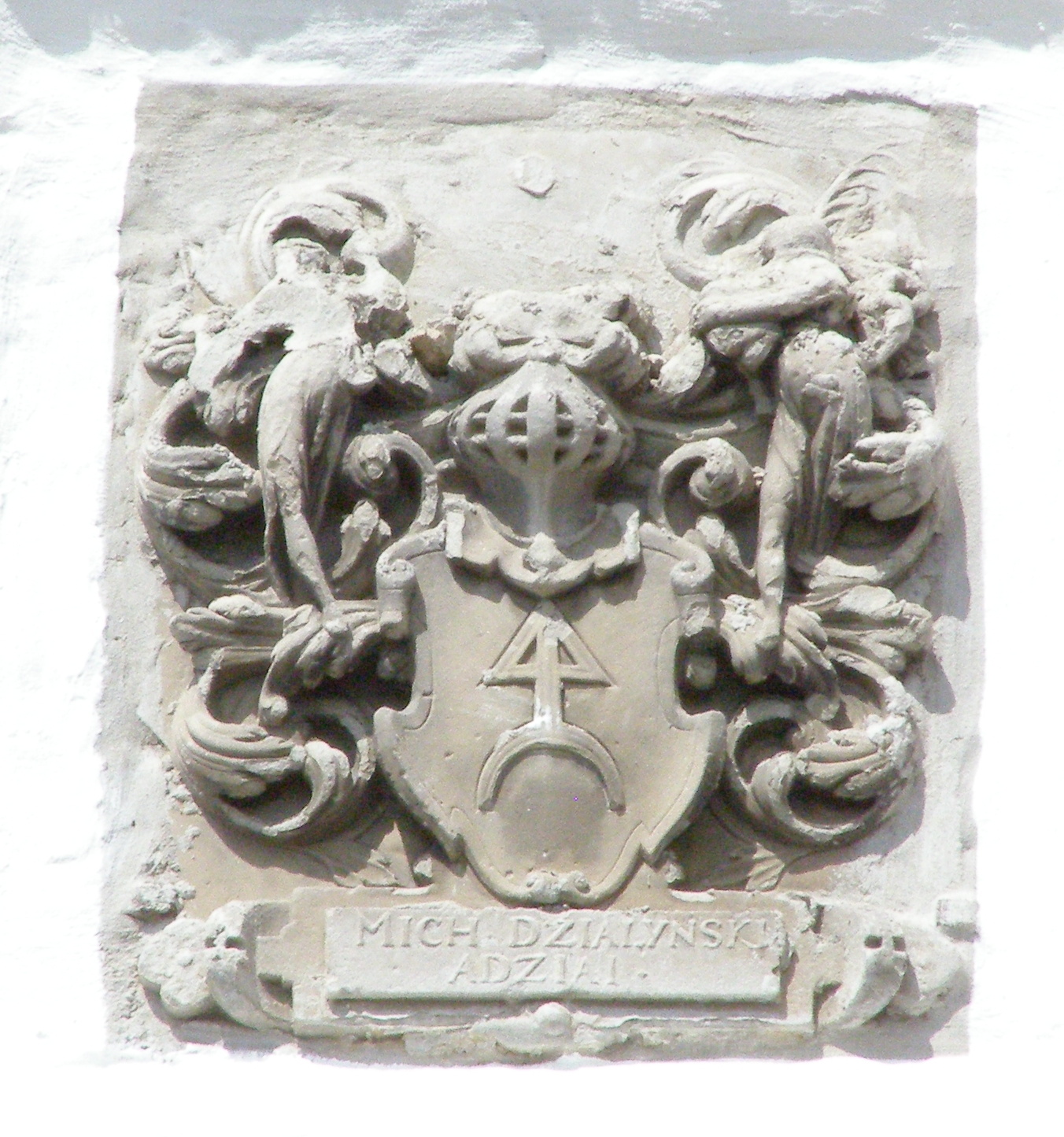
Detal na wieży herb starosty nieszawskiego Michała Działyńskiego

Kościół w Nieszawie to budowla późnogotycka, orientowana z kaplicami barokowymi, murowana z cegły, o układzie gotyckim, z kaplicami otynkowanymi. Dwuprzęsłowe prezbiterium zamknięte ścianą prostą, z przybudówką od północy, mieszczącą kaplicę i zakrystię. Szersza i wyższa nawa trójprzęsłowa, z dwuprzęsłowymi kaplicami od północy i południa, przybudowanymi do przęseł wschodniego i środkowego. Od strony zachodniej kwadratowa wieża ze schodami w grubości muru północnego. Na wieży od strony miasta umieszczony został herb starosty nieszawskiego Michała Działyńskiego, zaś od północy na wysokości drugiej kondygnacji widnieje tablica z nazwiskiem budowniczego wieży, Pawła Rzuca. W murach kościoła tkwią do dzisiaj kule z tzw. bombard – jest to pamiątka po „potopie szwedzkim”.
W prezbiterium sklepienie jest kolebkowo-krzyżowe z wydobytymi drutami i gzymsikami u spływów, pochodzi ono zapewne z drugiej połowy XVI wieku lub początku XVII w. W zakrystii i przedsionku sklepienie jest kolebkowe z lunetami, kaplica przy prezbiterium jest przekryta późnogotyckim sklepieniem sieciowym z XVI wieku. W nawie nowy strop z dekoracją kasetonową z 1952 roku. W kaplicach przy nawie sklepienia są kolebkowo-krzyżowe, pod wieżą natomiast krzyżowe. Tęcza oraz powiększone okna w prezbiterium i nawie zamknięte są łukiem ostrym, natomiast w kaplicach przy nawie oraz w zakrystii półkoliście. Z prezbiterium do zakrystii prowadzi późnogotycki portal, w którym półkoliście sklepiony, sfazowany otwór wejściowy umieszczony jest we wnęce zamkniętej łukiem w ośli grzbiet.

## Zabytkowe wyposażenie kościoła

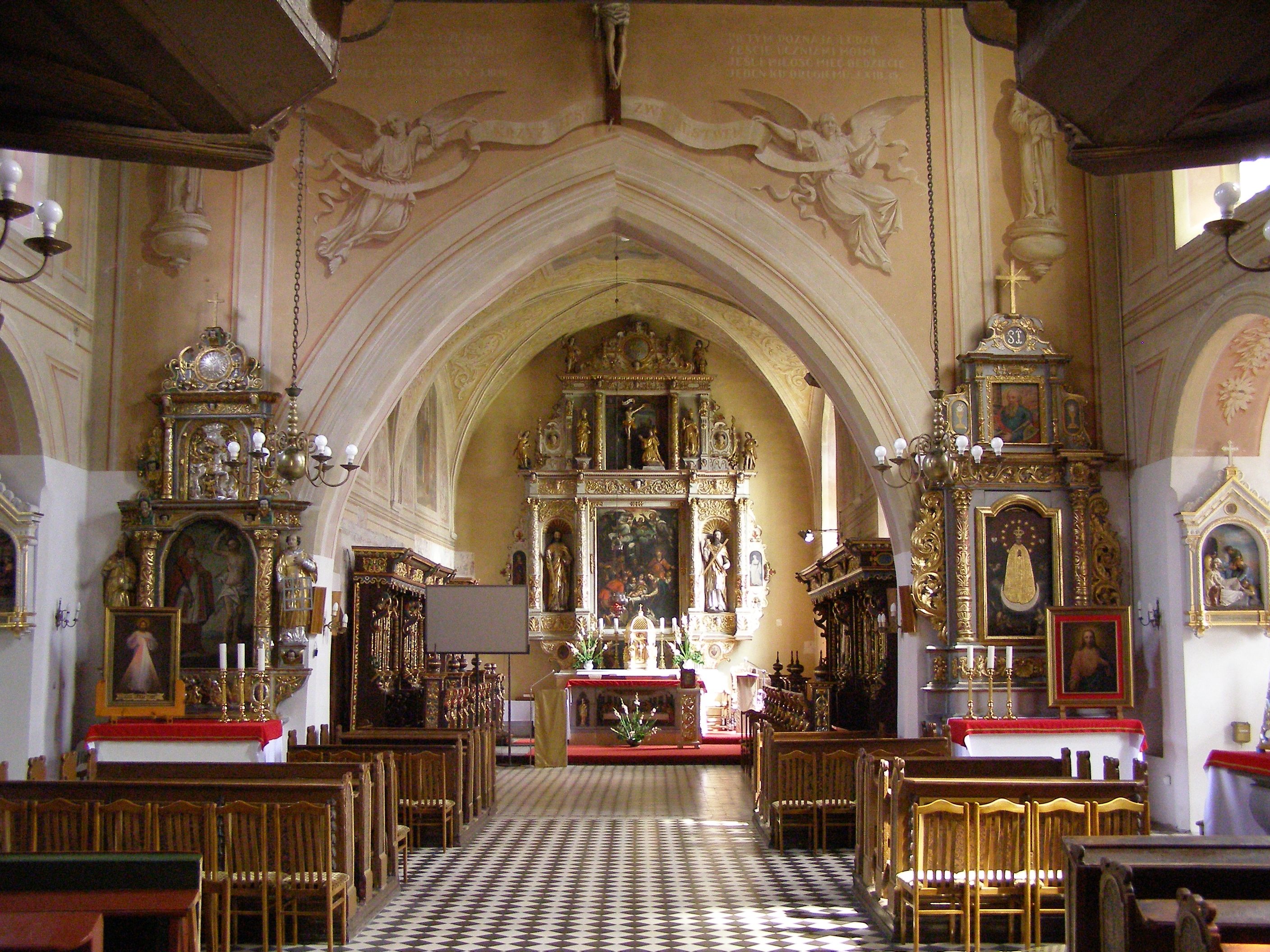
Wnętrze kościoła w stronę ołtarza

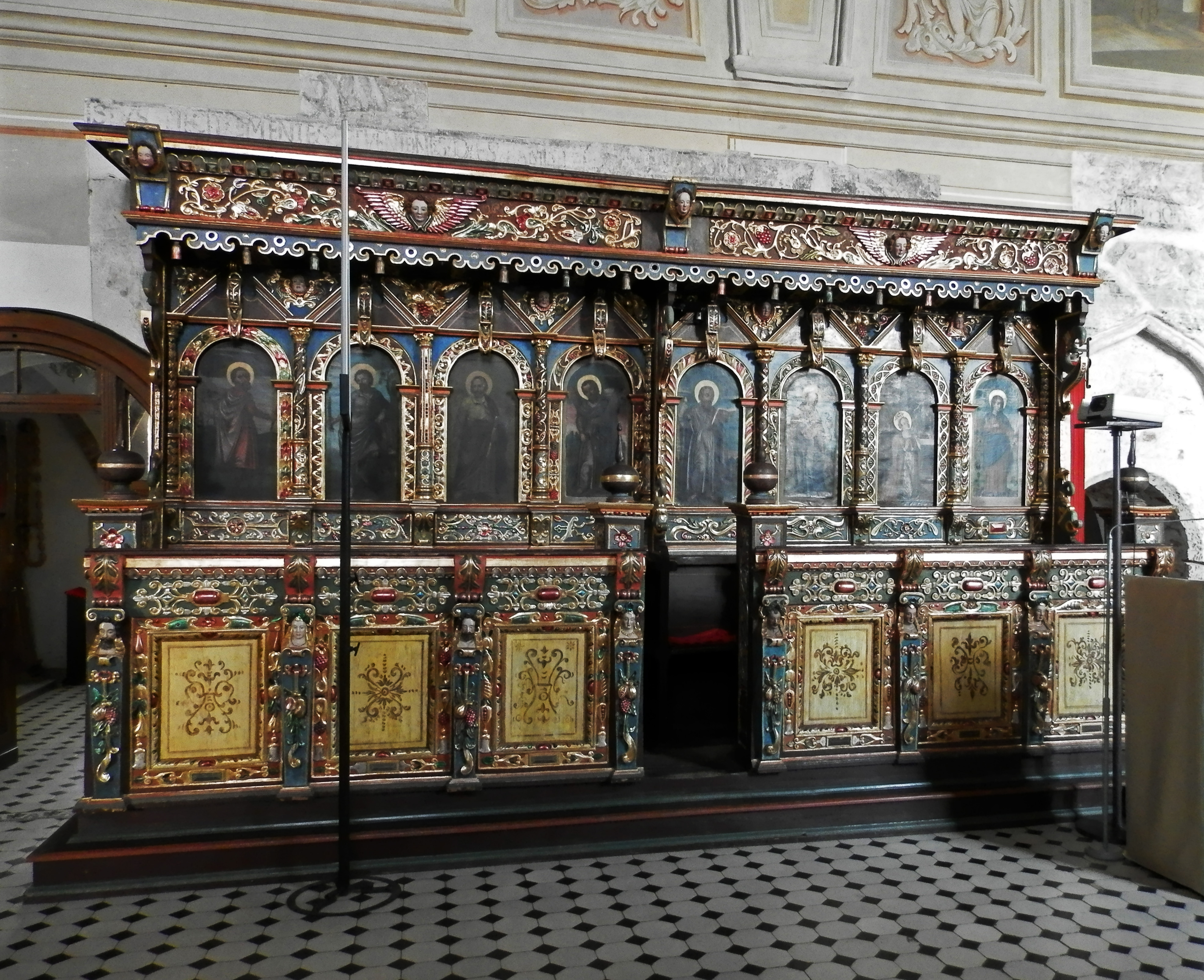
Stalle

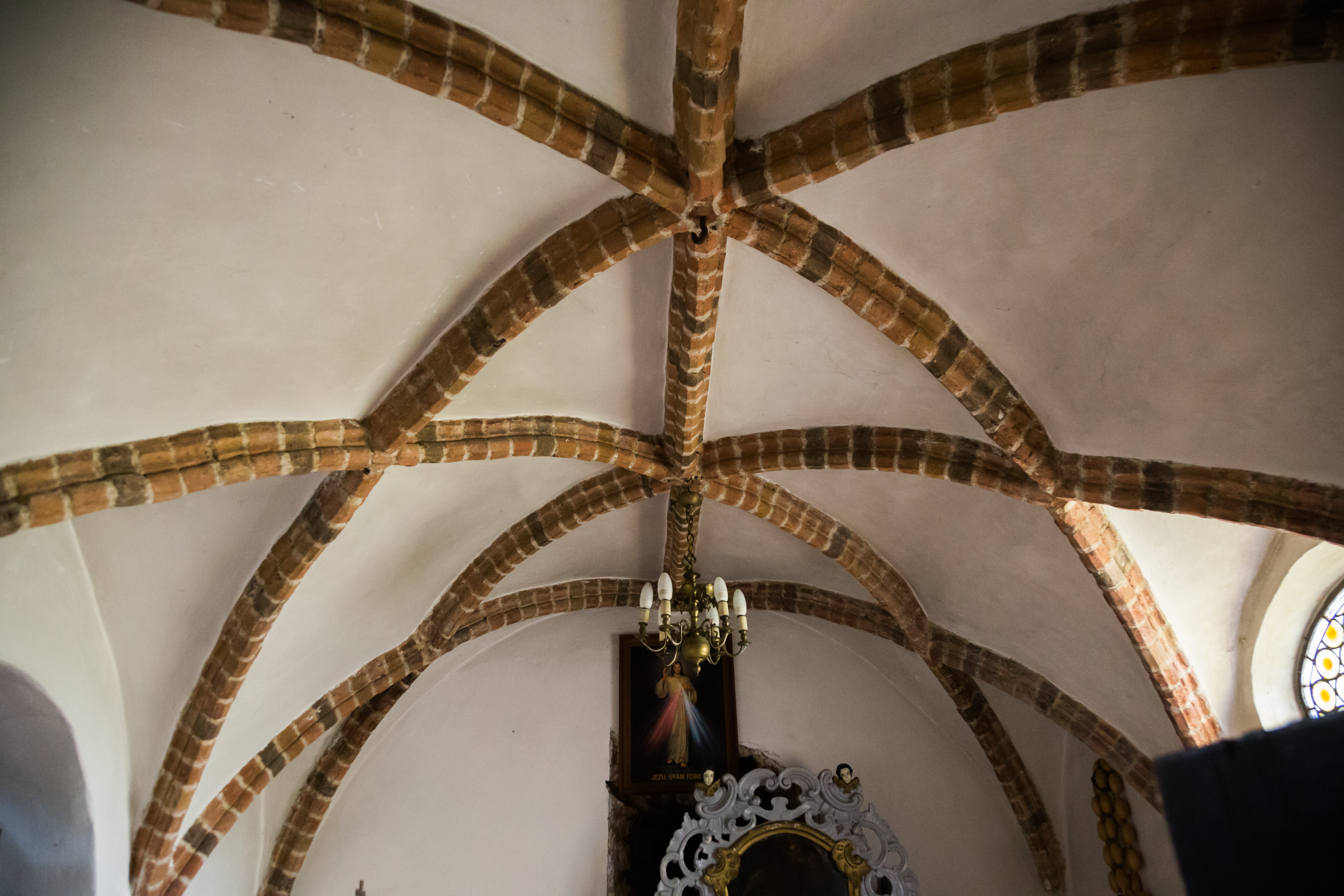
Sieciowe sklepienie kaplicy przy prezbiterium

- ołtarz główny manierystyczny, z obrazem Bożego Narodzenia pędzla nieznanego malarza niderlandzkiego, działającego w Gdańsku;
- ołtarze boczne:

ołtarz Matki Boskiej Częstochowskiej z 1 połowy XVII wieku, w jego nasadzie umieszczono obraz ścięcia św. Jana;
ołtarz św. Marcina, manierystyczny z połowy XVII wieku;
ołtarz św. Jana Nepomucena, z wczesnobarokowym obrazem Matki Boskiej Skępskiej;
ołtarz św. Barbary, barokowy z XVII wieku;
ołtarz Zwiastowania NMP, również barokowy z XVIII wieku;
- stalle z 1635 roku – arcydzieło snycerki polskiej, wykonane w warsztacie gdańskim (niestety żadne dokumenty nie mówią, w jakim);
- ambona z XVIII wieku;
- chrzcielnica barokowa z XVII wieku;
- skrzynia kuta (pod amboną), prawdopodobnie z XVII wieku;
- wieczna lampka z 1652 roku;
- ławki zdobione intarsją z XVII wieku;
- chór muzyczny o malowniczej dekoracji arabeskowej;
- dwa obrazy z XVII wieku, namalowane przez Józefa Charzyńskiego; jeden z nich przedstawia Pokłon Trzech Króli, na którym sportretowano króla Zygmunta III Wazę, drugi natomiast ukazuje Zwiastowanie NMP; oba obrazy mają o wymiary 6 x 3 metry;
- rzeźba klęczącej królowej, wpatrującej się w postać Ukrzyżowanego (w drugiej kondygnacji głównego ołtarza);
- obraz przedstawiający klęczącą królową Jadwigę z koroną na głowie (w drugiej arkadzie stalli północnej);
- fresk Królowej uwalniającej więźnia (na północnej ścianie prezbiterium);
- rokokowa monstrancja z figurką królowej z XVIII wieku, wykonana przez złotnika K. Magierskiego.